# C/2015 ER61 (PANSTARRS)
2015 ER61 est une comète, centaure, objet intérieur du nuage d'Oort, Amor, géocroiseur et éventuellement un damocloïde. Il possède le quatrième plus grand aphélie de toutes les planètes mineures du système solaire connues, après 2005 VX3, 2012 DR30, et 2013 BL76. Il a en outre l'orbite la plus excentrique, suivi par 2005 VX3. Le 30 janvier 2016, il a été classé comme comète alors qu'il était à 5,7 UA du Soleil.